# Årstad (Bergen)
Årstad is een stadsdeel (Noors: bydel) van Bergen, de tweede stad van Noorwegen. Årstad omvat het dal dat zich ten zuiden van het centrum uitstrekt. Het is het enige stadsdeel dat niet door bergen is gescheiden van het centrale stadsdeel Bergenhus. Wijken in stadsdeel Årstad zijn Kronstad, Landås, Minde en Solheimsviken.
In Årstad ligt het voetbalstadion Brann Stadion, thuisbasis van de club SK Brann. Ook het academische ziekenhuis Haukeland Universitetssykehus, grootste ziekenhuis van Noorwegen, bevindt zich hier. In de sportbal Haukelandshallen werd een deel van de wedstrijden van het Europees Kampioenschap Handbal Mannen 2008 gespeeld.
Per 1 januari 2008 had stadsdeel Årstad 35.406 inwoners, (ongeveer 14,3% van de totale bevolking van Bergen) op een oppervlakte van 8,21 km². Årstad is hiermee het kleinste stadsdeel van Bergen en het op een na drukst bevolkte stadsdeel. De bevolking groeide van 290 inwoners in 1801 naar 4.782 (1900) en 10.774 (1915).
Het stadsdeel is vernoemd naar Alrekstad, een koninklijk hof in de vroege middeleeuwen. Årstad is de moderne schrijfwijze van Alrekstad. Het vroegere hof ligt echter net buiten het stadsdeel.
Årstad werd in 1752 afgesplitst van de parochie Fana. De parochie Årstad kreeg op 1 januari 1838 status als formannskapsdistrikt (gemeente), hoewel de grenzen van de gemeente niet helemaal met die van de parochie overeenkwamen. Årstad bleef een aparte gemeente tot 1915, toen het opging in de stad Bergen.